# Dhimitër Anagnosti
Dhimitër Anagnosti (ur. 23 stycznia 1936 we wsi Vuno, okręg Wlora) – albański reżyser, scenarzysta i operator filmowy.

## Życiorys
Po ukończeniu szkoły średniej we Vlorze rozpoczął studia w Instytucie Kinematografii w Moskwie, gdzie w 1960 zdobył dyplom operatora filmowego. Razem z Viktorem Gjiką zrealizował film Człowiek nigdy nie umiera (alb. Njeriu kurre nuk vdes), na podstawie prozy Ernesta Hemingwaya, za który otrzymał nagrodę na festiwalu w Holandii w 1961 (film ten nie był wyświetlany w Albanii). W 1961 powrócił do kraju. Pracował w Studiu Filmowym Nowa Albania (alb. Kinostudio Shqiperia e Re), początkowo jako operator, od 1966 r. także jako reżyser. Był także autorem scenariuszy.
W latach 1991–1996 był deputowanym Partii Demokratycznej do parlamentu albańskiego. W latach 1992–1994 sprawował urząd ministra kultury, młodzieży i sportu. Podał się do dymisji 4 grudnia 1994.
Żoną reżysera jest znana aktorka albańska Roza Anagnosti.

## Filmy fabularne
- 1961: Njeriu kurrë nuk vdes
- 1966: Komisari i Dritës
- 1967: Duel i Heshtur
- 1968: Plage te vjetra
- 1971: Malet me blerim mbuluar
- 1974: Cuca e maleve (Dziewczyna z gór)
- 1974: Përjetësi
- 1975: Kur hiqen maskat
- 1976: Lulekuqet mbi mure
- 1977: Monumenti
- 1979: Ne shtepine tone
- 1982: Vellezer dhe shoke
- 1985: Gurët e shtëpisë sime
- 1987: Përralle Nga e Kaluara
- 1989: Kthimi i Ushtrise se Vdekur
- 2006: Gjoleka djali i Abazit

## Filmy dokumentalne
- 1970: Parafabrikatet (Prefabrykaty)
- 1981: Te dielat ne Tirane
- 1973: Motive nga dita e diel (Motyw słonecznego dnia)
- 1983: Kujtime nga Gjirokaster (Wspomnienie z Gjirokastry)

## Odznaczenia i wyróżnienia
W 1979 zdobył nagrodę na Międzynarodowym Festiwalu Filmowym w Salerno za film Ne shtepine tone. W 1987 roku wyróżniony tytułem „Zasłużonego Artysty” (alb. Artist i Merituar). W październiku 2011 odznaczony orderem Nderi i Kombit (Honor Narodu). W styczniu 2022 został odznaczony Orderem Skanderbega przez prezydenta Ilira Metę.